# Milan Hluchý
Milan Hluchý (* 13. ledna 1985 Rakovník) je bývalý český hokejový útočník.

## Hráčská kariéra
S hokejem začínal v Kladně, kde také debutoval v české nejvyšší lize v sezoně 2003/04 proti HC Vítkovice Steel. V sezoně odehrál 2 zápasy v 2. lize v týmu UHK LEV Slaný. V Kladně odehrál celkem čtyři sezony a hrál i v nižších ligách. V sezoně 2006/07 ke konci sezony, kdy se Kladno neprobojovalo do playoff, pomohl v nižší lize se probojovat do Extraligy týmu HC Slovan Ústečtí Lvi. Sezonu 2007/2008 podepsal smlouvu s týmem HC Energie Karlovy Vary, kde pomohl vybojovat titul mistra Extraligy. 26. ledna 2010 prodloužil smlouvu o tři roky s týmem HC Energie Karlovy Vary. V následujícím ročníku 2010/11 odehrál za Karlovy Vary jen tři zápasy a za prvoligový tým KLH Chomutov odehrál dvacet pět zápasů. Po sezóně se klub HC Energie Karlovy Vary rozhodl uvolnit hráče z klubu. 17. července 2011 se dohodl na angažmá s mateřským týmem HC Vagnerplast Kladno. Za Rytíře z Kladna odehrál dvacet zápasů, ve kterých si připsal dva góly a čtyři asistence, avšak ho klub poslal na hostování do prvoligového IHC Písku, ve kterém odehrál pěl utkání. Smlouva mu skončila v sezóně 2011/12 a vedení klubu mu nabídl novou smlouvu, Hluchý si vzal čas na rozmyšlenou ale nakonec se rozhodl kvůli přetrvávání zdravotních problémů ukončit kariéru.

## Ocenění a úspěchy
- 2004 ČHL-20 - Nejlepší nahrávač v playoff
- 2004 ČHL-20 - Nejproduktivnější hráč v playoff
- 2006 ČHL-20 - Nejlepší střelec v playoff
- 2006 ČHL-20 - Nejlepší hráč v pobytu na ledě
- 2007 Postup s týmem HC Slovan Ústečtí Lvi do ČHL

## Prvenství
- Debut v ČHL - 22. února 2004 (HC Vítkovice proti HC Rabat Kladno)
- První asistence v ČHL - 22. února 2004 (HC Vítkovice proti HC Rabat Kladno)
- První gól v ČHL - 11. října 2005 (HC Lasselsberger Plzeň proti HC Rabat Kladno, českému brankáři Romanu Málkovi)

## Klubové statistiky
| Sezóna       | Klub                    | Soutěž       |     | Základní část | Základní část | Základní část | Základní část | Základní část |   | Play off | Play off | Play off | Play off | Play off |
| Sezóna       | Klub                    | Soutěž       | Z   | G             | A             | B             | TM            | Z             | G | A        | B        | TM       |          |          |
| 1999/2000    | HC Vagnerplast Kladno   | ČHL-18       | 44  | 9             | 12            | 21            | 18            | 4             | 0 | 0        | 0        | 0        |          |          |
| 2000/2001    | HC Vagnerplast Kladno   | ČHL-18       | 40  | 10            | 11            | 21            | 63            | —             | — | —        | —        | —        |          |          |
| 2001/2002    | HC Vagnerplast Kladno   | ČHL-18       | 28  | 20            | 15            | 35            | 84            | —             | — | —        | —        | —        |          |          |
| 2001/2002    | HC Vagnerplast Kladno   | ČHL-20       | 16  | 2             | 8             | 10            | 10            | —             | — | —        | —        | —        |          |          |
| 2002/2003    | HC Rabat Kladno         | ČHL-20       | 36  | 12            | 14            | 26            | 6             | 11            | 0 | 3        | 3        | 4        |          |          |
| 2003/2004    | Belleville Bulls        | OHL          | 26  | 6             | 5             | 11            | 8             | —             | — | —        | —        | —        |          |          |
| 2003/2004    | HC Rabat Kladno         | ČHL-20       | 14  | 8             | 8             | 16            | 6             | 7             | 6 | 7        | 13       | 8        |          |          |
| 2003/2004    | HC Rabat Kladno         | ČHL          | 1   | 0             | 1             | 1             | 0             | —             | — | —        | —        | —        |          |          |
| 2003/2004    | UHK LEV Slaný           | 2.ČHL        | 2   | 3             | 2             | 5             | 4             | —             | — | —        | —        | —        |          |          |
| 2004/2005    | HC Rabat Kladno         | ČHL          | 12  | 0             | 1             | 1             | 4             | 3             | 0 | 0        | 0        | 0        |          |          |
| 2004/2005    | HC Rabat Kladno         | ČHL-20       | 9   | 8             | 7             | 15            | 12            | 7             | 2 | 1        | 3        | 8        |          |          |
| 2004/2005    | BK Mladá Boleslav       | 1.ČHL        | 19  | 3             | 3             | 6             | 4             | —             | — | —        | —        | —        |          |          |
| 2005/2006    | HC Rabat Kladno         | ČHL          | 31  | 4             | 5             | 9             | 16            | —             | — | —        | —        | —        |          |          |
| 2005/2006    | HC Rabat Kladno         | ČHL-20       | 1   | 0             | 1             | 1             | 0             | 6             | 8 | 4        | 12       | 54       |          |          |
| 2005/2006    | HC Berounští Medvědi    | 1.ČHL        | 6   | 1             | 1             | 2             | 6             | —             | — | —        | —        | —        |          |          |
| 2006/2007    | HC Rabat Kladno         | ČHL          | 33  | 5             | 4             | 9             | 34            | —             | — | —        | —        | —        |          |          |
| 2006/2007    | HC Slovan Ústečtí Lvi   | 1.ČHL        | 10  | 1             | 7             | 8             | 2             | 10            | 2 | 5        | 7        | 4        |          |          |
| 2007/2008    | HC Energie Karlovy Vary | ČHL          | 45  | 7             | 2             | 9             | 61            | 11            | 2 | 0        | 2        | 2        |          |          |
| 2008/2009    | HC Energie Karlovy Vary | ČHL          | 23  | 7             | 4             | 11            | 28            | 16            | 1 | 2        | 3        | 2        |          |          |
| 2008/2009    | HC Most                 | 1.ČHL        | 4   | 1             | 0             | 1             | 2             | —             | — | —        | —        | —        |          |          |
| 2009/2010    | HC Energie Karlovy Vary | ČHL          | 46  | 6             | 4             | 10            | 28            | —             | — | —        | —        | —        |          |          |
| 2010/2011    | HC Energie Karlovy Vary | ČHL          | 3   | 0             | 0             | 0             | 0             | —             | — | —        | —        | —        |          |          |
| 2010/2011    | KLH Chomutov            | 1.ČHL        | 2   | 4             | 1             | 5             | 14            | —             | — | —        | —        | —        |          |          |
| 2011/2012    | Rytíři Kladno           | ČHL          | 20  | 2             | 4             | 6             | 3             | 2             | 0 | 0        | 0        | 2        |          |          |
| 2011/2012    | IHC Písek               | 1.ČHL        | 5   | 2             | 1             | 3             | 2             | —             | — | —        | —        | —        |          |          |
| Celkem v ČHL | Celkem v ČHL            | Celkem v ČHL | 214 | 31            | 25            | 56            | 181           | 32            | 3 | 2        | 5        | 4        |          |          |

## Turnaje v Česku
| Rok    | Tým                     | Liga         | Z  | G | A | B  | TM |
| ------ | ----------------------- | ------------ | -- | - | - | -- | -- |
| 2007   | HC Energie Karlovy Vary | Tipsport Cup | 8  | 3 | 3 | 6  | 10 |
| 2008   | HC Energie Karlovy Vary | Tipsport Cup | 3  | 0 | 0 | 0  | 0  |
| 2009   | HC Energie Karlovy Vary | Tipsport Cup | 4  | 2 | 0 | 2  | 0  |
| 2010   | KLH Chomutov            | Tipsport Cup | 2  | 0 | 2 | 2  | 0  |
| 2010   | HC Energie Karlovy Vary | Tipsport Cup | 1  | 0 | 0 | 0  | 2  |
| Celkem | Celkem                  | Celkem       | 21 | 5 | 7 | 12 | 14 |

## Reprezentace
| Rok          | Tým          | Soutěž       | Z | G | A | B | TM |
| ------------ | ------------ | ------------ | - | - | - | - | -- |
| 2003         | Česko 18     | MS-18        | 6 | 0 | 1 | 1 | 6  |
| 2005         | Česko 20     | MSJ          | 7 | 5 | 1 | 6 | 2  |
| Celkem MS-18 | Celkem MS-18 | Celkem MS-18 | 6 | 0 | 1 | 1 | 6  |
| Celkem MSJ   | Celkem MSJ   | Celkem MSJ   | 7 | 5 | 1 | 6 | 2  |